# 후카야시
후카야시(일본어: 深谷市)는 일본 사이타마현 북부에 있는 시이다. 도네강(利根川)을 사이에 두고 군마현과 접한다.

## 개요
에도 시대에 현재의 군마현, 나가노현, 기후현을 경유하여 에도(현 도쿄)와 교토를 잇는 나카센도(中山道)의 역참 마을로 발전했다. 메이지 시대 초에 "제일국립은행"을 설립한 시부사와 에이이치(渋沢栄一)가 태어난 곳이기도 하다.
현재는 사이타마현에서 유수한 농업 지역이며, 파 산지로 유명하다. 쇼와 30년대(1955년~1964년)에는 공업 단지가 정비되었고, 또 쇼와 50년대(1975년~1984년)에는 주택 단지와 쇼핑 센터도 정비되었다. 2006년 1월 1일에는 인접하는 오카베정(岡部町), 가와모토정(川本町), 하나조노정(花園町)과 통합하여 새로운 후카야시가 발족했다.

## 지리
사이타마현 북부의 도네강과 아라카와강 사이의 지역에 위치한다. 북부에는 도네강과 고야마강에 의해 해발 약 30~40m의 충적평야가 형성되어 있고 중부에서 남부까지는 아라카와강에 의해 형성된 구시비키 대지(아라카와의 좌안, 해발 약 50~100m)와 강남 대지(아라카와의 우안, 해발 약 50~80m)가 펼쳐져 있다. 구시비키 대지의 북부에는 제3기층의 잔구인 센겐산(98m)이 있고 또 시의 남서단 요리이정과의 경계에는 가네쓰사도산(330.2m)이 우뚝 솟아 있다.
기후는 약간 내륙성이고 연교차가 크다. 여름은 태평양 고기압에 의한 계절풍의 영향으로 덥고, 겨울은 건조한 북풍(비그늘)이 분다. 맑은 날이 연중 많은 지역이다.

### 인접한 지자체
- 사이타마현
  - 구마가야시
  - 혼조시
  - 히키군 란잔정
  - 고다마군 미사토정
  - 오사토군 요리이정

- 군마현
  - 이세사키시
  - 오타시

## 역사
고대부터 근세에 걸쳐 후카야시 지역은 무사시국 한자와군, 하타라군, 오부스마군에 속해 있었다.
- 1889년 4월 1일 - 정촌제 시행으로 후카야주쿠와 인접한 촌들이 합쳐져 한자와군 후카야정이 성립하였다.
- 1896년 4월 1일 - 한자와군이 오사토군, 하타라군, 오부스마군과 통합해 오사토군이 되었다.
- 1955년 1월 1일 - 오사토군 후카야정, 아케토촌, 하라촌, 오요리촌, 후지사와촌이 합병해 시로 승격하여 후카야시가 되었다.
- 1973년 4월 1일 - 오사토군 도요사토촌을 편입하였다.
- 2006년 1월 1일 - 오카베정, 가와모토정, 하나조노정과 통합하여 새 후카야시가 되었다.
- 2022년 10월 20일 - 하나엔 IC 부근에 일본 최대 규모의 프리미엄 아울렛인 후카야 하나엔 프리미엄 아울렛이 오픈하였다.

## 인구
| 연도 | 인구    | ±%     |
| ---- | ------- | ------ |
| 1920 | 68,225  | —      |
| 1930 | 71,943  | +5.4%  |
| 1940 | 73,690  | +2.4%  |
| 1950 | 96,804  | +31.4% |
| 1960 | 92,285  | −4.7%  |
| 1970 | 101,459 | +9.9%  |
| 1980 | 120,931 | +19.2% |
| 1990 | 135,927 | +12.4% |
| 2000 | 146,562 | +7.8%  |
| 2010 | 144,618 | −1.3%  |
| 2020 | 141,268 | −2.3%  |

2010년 국세조사에 따르면 노동인구는 70,132명이며, 그 중 39,813명(56.8%)이 시내에서, 28,865명(41.2%)이 시외(현내 21,886명, 현외 5,864명)에서 근무하고 있다. 시외 통근자 수는 시정촌별로는 구마가야시가 9,620명(13.7%)으로 가장 많았고, 도도부현별로는 군마현이 2,837명(4.05%), 도쿄도가 2,672명(3.81%)으로 그 뒤를 이었다.
15세 이상 통학생 수는 7,930명이며, 이 중 2,701명(34.1%)이 시내로, 5,077명(64.0%)이 시외(현내 3,287명, 현외 1,483명)로 통학하고 있다. 시외 통학생 수는 시정촌별로는 구마가야시(1,037명), 도도부현별로는 도쿄도(1,079명)가 각각 가장 많은 것으로 나타났다.
한편 시외에서 시내로 출퇴근하는 인구는 25,479명이며, 주야간 인구 비율은 95.0%에 달한다.

## 경제
생산량이 일본 제일인 파(후카야 파) 등을 중심으로 한 농업과 튤립을 비롯한 화훼 재배가 활발하다. 공업은 원래 지역에서 채취한 흙으로 만든 벽돌과 기와 등의 제조가 활발했지만, 1950년대 후반 시 동부에 공업단지가 조성되어 오늘날에는 공업 도시로 변모했다. 최근에는 시부사와 에이이치가 즐겨 먹었다고 알려진 다양한 재료가 들어간 넓적한 조림 우동(니보토)이 새로운 명물로 주목받고 있다. 또한 사이타마현의 명물 중 하나인 '후카야규'도 주목받고 있다.
상업적으로는 에도 시대부터 역참 마을로 번성했던 구 나카센도(中山道)를 따라 상가가 형성되어 있다. 그러나 1980년대에 조성된 가미시바 뉴타운에 대형 쇼핑센터가 건설되는 등 상권이 뉴타운으로 이동하면서 최근에는 중심 시가지가 쇠퇴하고 있다. 이 중심 시가지 활성화를 위해 상가 내 빈 점포를 활용하자는 운동이 시작되었다. 구체적으로는 NPO 단체가 '치네펠리체'(후카야 시네마)라는 영화관을 설립하여 매일 유명 작품이나 미니극장 형식의 영화를 방영하거나, 이 시의 후카야 상업고등학교 학생들이 학교 수업을 바탕으로 학생 한 명 한 명이 상품 구매부터 판매, 회계까지 담당하는 매장을 운영하기도 했다.

## 교통

### 철도
- 동일본 여객철도 다카사키선
- 지치부 철도 지치부 본선

### 도로
- 간에쓰 자동차도
- 국도 17호선
- 국도 140호선
- 국도 254호선